# Саксония-Гота-Алтенбург
Саксония-Гота-Алтенбург (на немски: Sachsen-Gotha-Altenburg) е херцогство в днешна Тюрингия, Централна Германия, съществувало от 1680 до 1825 година. То е едно от Ернестинските херцогства, първоначално васално на Свещената Римска империя.

## История
Херцогството е образувано фактически през 1672 година, когато Ернст I, херцог на Саксония-Гота, наследява от братовчеда на съпругата си Фридрих Вилхелм III херцогството Саксония-Алтенбург. Двете херцогства са обединени чрез лична уния до 1680 година, когато наследството на Ернст I е разделено на седемте му синове – Саксония-Кобург, Саксония-Майнинген, Саксония-Рьомхилд, Саксония-Айзенберг, Саксония-Хилдбургхаузен, Саксония-Заалфелд, а най-голямата част, Саксония-Гота-Алтенбург, е запазена от сина му Фридрих I.
След ликвидирането на Свещената Римска империя от Наполеон I, през 1807 година херцогството е включено в профренската Рейнска конфедерация, а след Виенския конгрес през 1815 става суверенна държава в състава на Германската конфедерация.
През 1825 година Фридрих IV, последният херцог на Саксония-Гота-Алтенбург, умира, без да остави преки наследници и херцогството е разделено. Една част, с център Гота, е присъединена към Саксония-Кобург-Заалфелд, за да образува Саксония-Кобург и Гота. Върху останалата територия е възстановено херцогство Саксония-Алтенбург, поето от дотогавашния херцог на Саксония-Хилдбургхаузен, който от своя страна отстъпва старото си владение на херцога на Саксония-Майнинген.

## Херцози на Саксония-Гота-Алтенбург
- Фридрих I (1680 – 1691)
- Фридрих II (1691 – 1732)
- Фридрих III (1732 – 1772)
- Ернст II Лудвиг (1745 – 1804)
- Емил Леополд Август (1804 – 1822)
- Фридрих IV (1822 – 1825)